# متیو امبوتا
متیو امبوتا (انگلیسی: Matthew Mbuta؛ زادهٔ ۲۱ دسامبر ۱۹۸۵) بازیکن فوتبال اهل کامرون بود.
از باشگاه‌هایی که در آن بازی کرده است می‌توان به باشگاه ورزشی دهوک، باشگاه فوتبال نیویورک رد بولز، و باشگاه فوتبال دینامو بخارست اشاره کرد.
وی همچنین در تیم ملی فوتبال کامرون بازی کرده است.